# ريتشارد هاميلتون (رسام)
ريتشارد هاميلتون (بالإنجليزية: Richard Hamilton)‏ (و. 1922 – 2011 م) هو رسام من المملكة المتحدة، والمملكة المتحدة لبريطانيا العظمى وأيرلندا، ولد في لندن، شارك في معرض دوكومنتا الرابع ‏، ودوكومنتا 6 ‏، توفي في لندن، عن عمر يناهز 89 عاماً.

## التعليم
تعلم في كلية سلايد للفنون الجميلة ‏، وكلية القديس مارتن للفنون ‏.

## جوائز
حصل على جوائز منها:
- جائزة بريميم إمبريال  [لغات أخرى]‏ (2008)
- جائزة ماكس بكمان  [لغات أخرى]‏ (2007).

## روابط خارجية
- ريتشارد هاميلتون على موقع الموسوعة البريطانية (الإنجليزية)
- ريتشارد هاميلتون على موقع مونزينجر (الألمانية)
- ريتشارد هاميلتون على موقع ديسكوغز (الإنجليزية)